# Svařenov
Svařenov (německy Swarschenow, lidově a historicky též Svařanov nebo Svržanov) je osada v okrese Žďár nad Sázavou a v Kraji Vysočina. Nachází se 5 km západně od Velkého Meziříčí. Na východě těsně sousedí s další osadou (společně s kterou tvoří místní část města Velké Meziříčí) Hrbovem.

## Místopis
Nejvyšší místo v katastru je lokalita Na Babách s nadmořskou výškou 527 m n. m.

## Historie
Protože Svařenov nikdy nebyl samostatnou obcí, nedochovalo se z dřívějších dob zřejmě mnoho oficiálních archivních dokumentů. Pouze dílčí zápisy v kronikách okolních obcí a zejména těch, jejichž administrativní součástí Svařenov býval, popisují některá historická fakta.
Svařenov býval až do roku 1960 osadou Uhřínova, takže neměl povinnost vést vlastní kroniku. Nedisponoval ani školou, která by si vedla vlastní údaje. Čerstvě získaným materiálem (srpen 2015), ze kterého bude možné čerpat nějaké údaje alespoň z počátku 20. století, je tzv. svařenovská kronika, o kterou se pokusil místní občan Vítězslav Dvořák ze Svařenovského dvorku (někdejšího vrchnostenského dvora). Kopiemi této kroniky disponuje pobočka státního archivu ve Velkém Meziříčí. Po jejím prostudování bude historie osady doplněna.
Svařenov se poprvé v historických dokumentech objevuje roku 1376, kdy podle tehdejších zápisů patřilo 7 lánů vesnice Přibíkovi z Pohořílek. Roku 1390 pak prodal 5 lánů s pastvinami a lesy Jan z Kozlova Zajíčkovi z Rosičky.
V roce 1489 Svařenov, po období různých sporů o majetky, v důsledku válečných událostí zpustl. Uherský král Matyáš Korvín totiž porušil svůj slib, který dal králi Jiřímu, a po jeho smrti za vlády Vladislava II. napadl České země. Tehdy Svařenov úplně vyplenili maďarští vojáci táhnoucí přes území Českého státu. Obyvatelé, kteří přežili, se pak již většinou nevrátili, a tak mnohé vesnice, podobně jako Svařenov, v podstatě zanikly. Až roku 1529 koupil Svařenov a blízký Šeborov Jan IV. z Pernštejna. Obě vesnice pak připojil k Měřínskému proboštství a od roku 1559 sdílely osudy a vrchnost se Stráneckou Zhoří (dnes Šeborov patří administrativně pod sousední Uhřínov).
Roku 1775 zde bydlelo 12 chalupníků, kteří robotovali od svatého Jiří do svatého Michala. Dochované dokumenty dokládají, že zde žily rody Tomanů, Oulehlů, Čermáků a Vlachů. Na samotě za Svařenovem býval panský dvůr s 9 obyvateli, později také hájovna.
Roku 1790 měla ves 17 domů a 147 obyvatel a v roce 1900 stálo v obci domů již 26 se 147 obyvateli.
| Rok            | 1869 | 1880 | 1890 | 1900 | 1910 | 1921 | 1930 | 1950 | 1961 | 1970 | 1980 | 1991 | 2001 |
| Počet obyvatel | 113  | 149  | 130  | 143  | 143  | 139  | 138  | 140  | 133  | 150  | 139  | 109  | 99   |

## Další fotografie

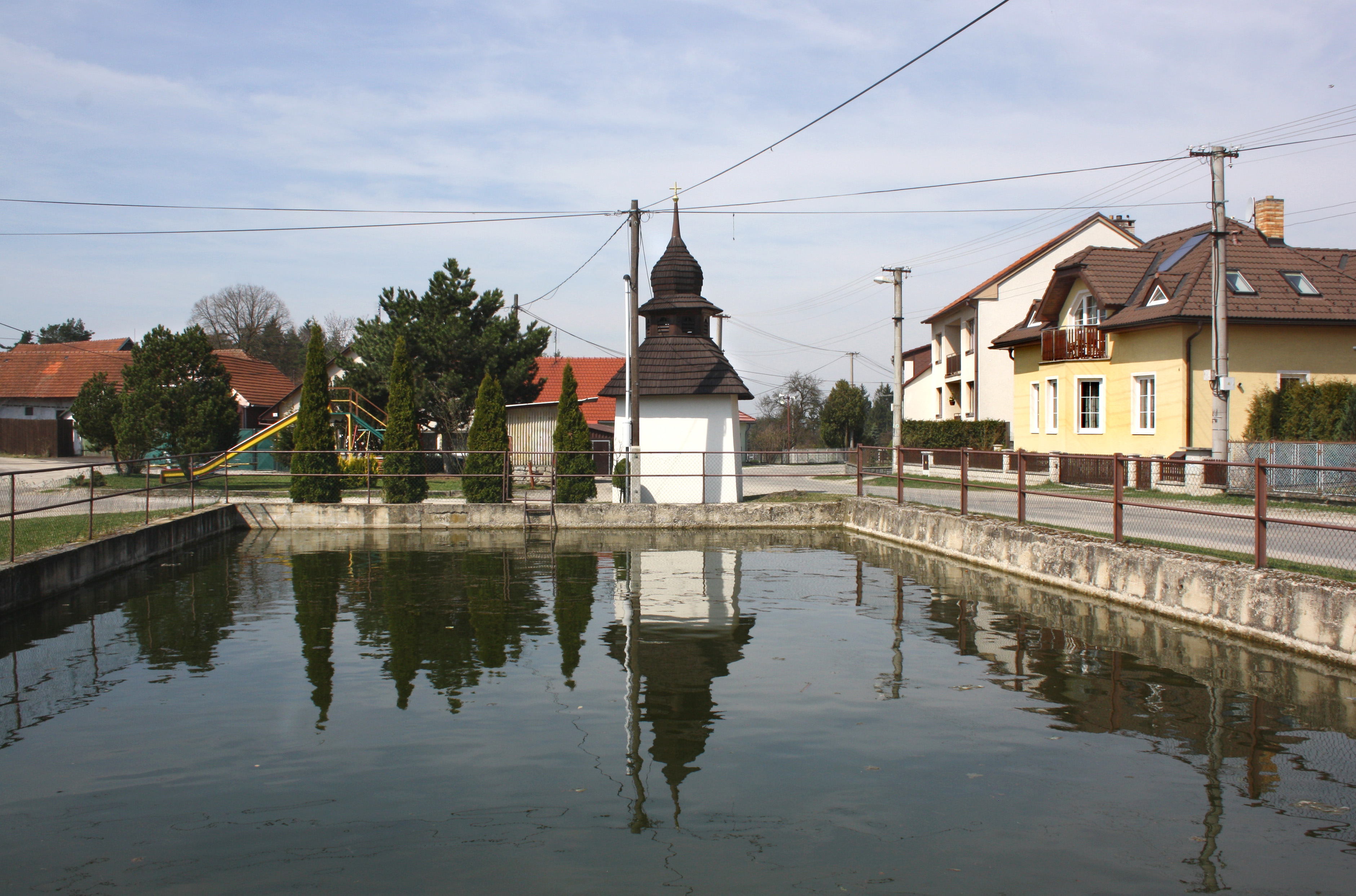
Náves s kapličkou
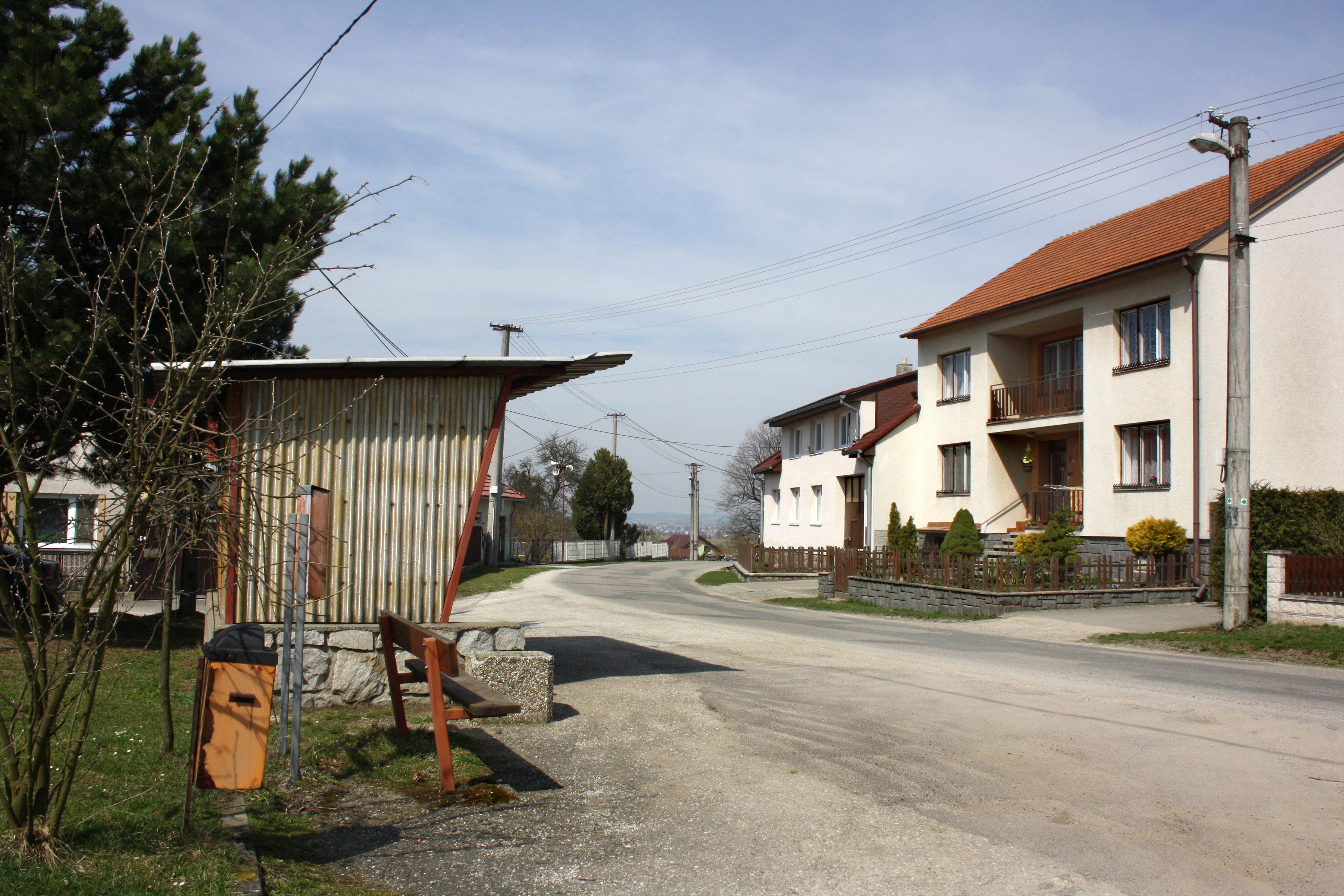
Zastávka
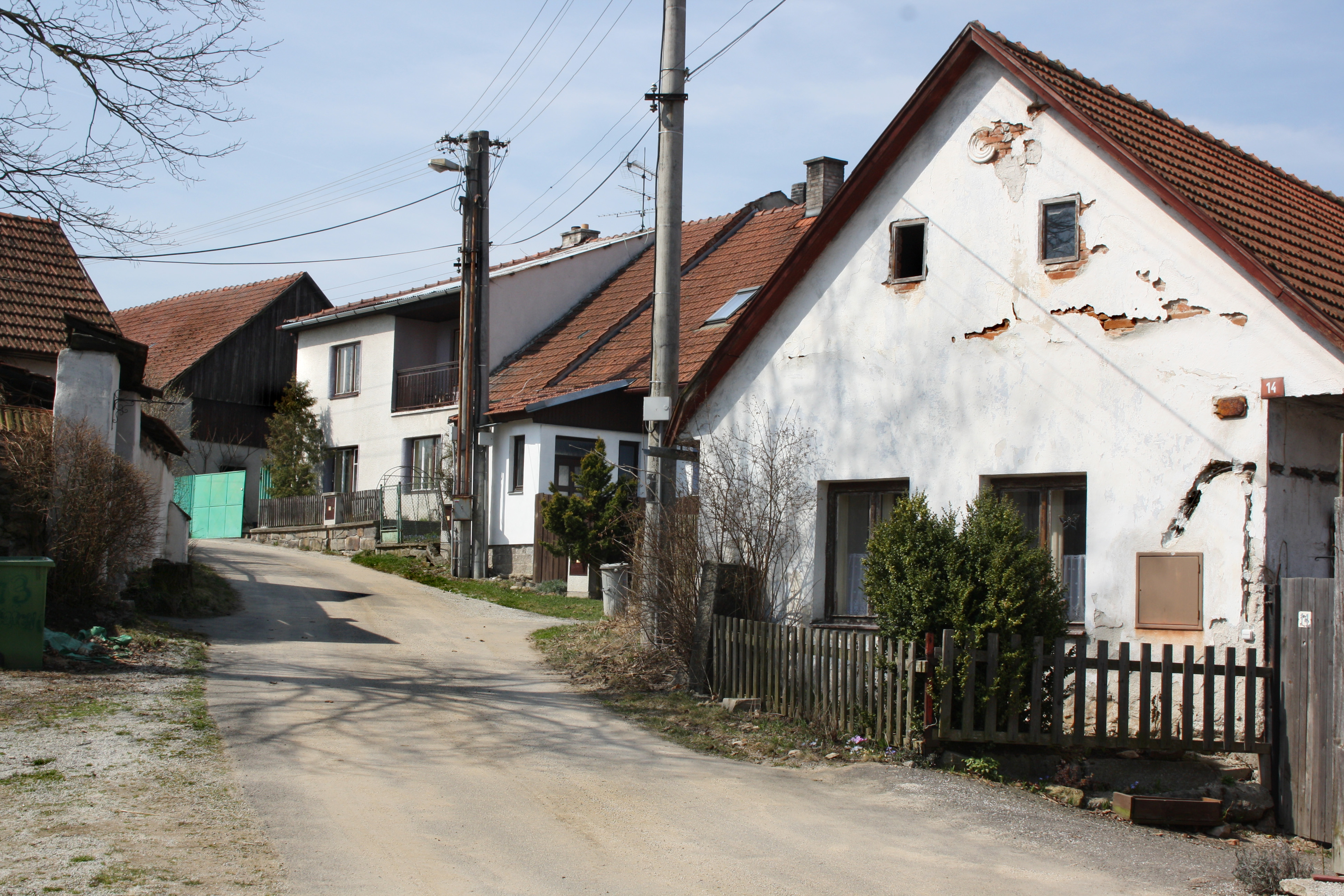
Ulice v jižní části (tzv. Babylon)